# Kai Rautenberg
Kai Rautenberg (* 5. November 1939 in Arnsberg; † 29. Mai 2013 in Berlin) war ein deutscher Pianist und Komponist.

## Leben
Rautenberg erhielt seine musikalische Ausbildung am Konservatorium in Dortmund und an der Orchesterschule Hilchenbach. Zwischen 1959 und 1966 unternahm er zahlreiche Auslandstourneen. Er arbeitete als begleitender Pianist und Chanson-Komponist unter anderem mit Hildegard Knef, Inge Brück, Angelika Milster, Brigitte Mira, Reinhard Mey, Inga und Wolf, Wolfgang Gruner, Adam Taubitz und Dieter Hallervorden zusammen.
Von 1969 bis 1971 war er Pianist im SFB-Tanzorchester unter der Leitung von Paul Kuhn, 1971 wechselte er zum RIAS Tanzorchester. Zuletzt trat er auch mit dem „Kai Rautenberg Sextett“ und der RIAS Big Band auf. Von ihm stammen einige Filmmusiken, dazu betätigte er sich gelegentlich als Schauspieler.

## Filmografie (als Komponist)
- 1970: Schmetterlinge weinen nicht
- 1972: Die Schöngrubers (Fernsehserie)
- 1973: Die Zwillinge vom Immenhof
- 1976: Herr S. kommt nicht zum Zuge
- 1980: Mein Gott, Willi!
- 1980: In Prag und anderswo
- 1987: Der neue Opa
- 1987: Der Schatz
- 1987: Auch das noch: Besuch in Palermo
- 1996: Happy Weekend (auch Schauspieler)
- 1996: Gespräch mit dem Biest (nur Schauspieler)

## Lexikalische Einträge
- Jürgen Wölfer: Jazz in Deutschland. Das Lexikon. Alle Musiker und Plattenfirmen von 1920 bis heute. Hannibal, Höfen 2008, ISBN 978-3-85445-274-4.
- Matthias Bardong, Hermann Demmler, Christian Pfarr: Lexikon des deutschen Schlagers. Edition Louis, Ludwigsburg 1992, ISBN 3-9802891-5-X, S. 287.